# (12061) Alena
(12061) Alena est un astéroïde de la ceinture principale.

## Description
(12061) Alena est un astéroïde de la ceinture principale. Il fut découvert le 21 mars 1998 à l'observatoire Zeno à Edmond (Oklahoma) par Tom Safford. Il présente une orbite caractérisée par un demi-grand axe de 2,28 UA, une excentricité de 0,19 et une inclinaison de 3,9° par rapport à l'écliptique.

## Compléments